# Element Solutions
Element Solutions Inc, oder auch ESI genannt, ist ein US-amerikanischer Chemiekonzern mit Sitz in Fort Lauderdale, Florida.

## Geschichte und Hintergrund
Das Unternehmen wurde 2013 als Platform Specialty Products Corporation von Martin E. Franklin, mit finanzieller Unterstützung von Bill Ackmann gegründet. ESI produziert und liefert Spezialchemikalien für Unternehmen der Unterhaltungselektronik und Kommunikationsinfrastruktur, der Automobil- und Rüstungsindustrie sowie hoch innovative industrielle Oberflächenveredelung und Verbraucherverpackungen. Darüber hinaus zählen große Unternehmen aus der Offshore-Ölförderung zum Kundenkreis. Für das Unternehmen arbeiten weltweit rund 5.000 Mitarbeiter an über 30 Standorten. Im Jahr 2020 wurde erstmals die Umsatzschwelle von 2 Mrd. Dollar überschritten und ein EBITDA mehr als 400 Mio. Dollar erzielt. Der Shareholder-Value liegt bei über 6 Mrd. Dollar.
Im Juni 2021 wurde bekanntgegeben, dass Element Solutions über seine Tochtergesellschaft MacDermid Enthone den Konkurrenten Coventya übernehmen wird.
Anfang 2022 wurde die Übernahme der *HSO Herbert Schmidt GmbH & Co. KG* mit Sitz in Solingen bekannt gegeben. Das Unternehmen wird mit Abschluss der Transaktion in die Deutschlandorganisation von MacDermid Enthone Industrial Solutions integriert und von Langenfeld aus geführt.

## Marken
Zu den zahlreichen bekannten Marken des Unternehmens gehören u. a.
- MacDermid Enthone
- MacDermid Envio
- MacDermid Graphics
- MacDermid Offshore
- ESI Automotive
- Alpha Assembly
- Fernox
- Compugraphics
- Kester

## Standorte
Neben zahlreichen Vertriebsbüros verfügt ESI über größere Standorte für Produktion, Forschung & Entwicklung sowie Services an folgenden Lokationen
- Waterbury, Atlanta, Altoona – USA
- Mexiko-Stadt – Mexiko
- Birmingham, Woking – England
- Langenfeld, Jena, Gütersloh, Bruchsal – Deutschland
- Paris, Neyron, Frankreich
- Novara – Italien
- Barcelona – Spanien
- Naarden – Niederlande
- Dunaharaszti – Ungarn
- Shanghai – China
- Bengaluru, Chennai  – Indien
- Singapur – Singapur
- Hiratsuka – Japan